# احمد اشرف (بازیکن فوتبال)
احمد اشرف (عربی: أحمد أشرف الفقي؛ زادهٔ ۳۱ دسامبر ۱۹۹۲) بازیکن فوتبال اهل عربستان سعودی است.
از باشگاه‌هایی که در آن بازی کرده‌است می‌توان به باشگاه فوتبال الهلال اشاره کرد.
وی همچنین در تیم ملی فوتبال عربستان سعودی بازی کرده‌است.